# Creyssensac-et-Pissot
Creyssensac-et-Pissot település Franciaországban, Dordogne megyében. Lakosainak száma 266 fő (2022. január 1.). Creyssensac-et-Pissot Chalagnac, Grun-Bordas, Saint-Paul-de-Serre és Vergt községekkel határos.

## Népesség
A település népességének változása:
| Lakosok száma | 138  | 126  | 178  | 212  | 251  | 256  | 262  | 255  | 252  | 266  |
|               | 1968 | 1982 | 1990 | 2006 | 2013 | 2015 | 2017 | 2019 | 2020 | 2022 |